# Welterbe im Tschad
Zum Welterbe im Tschad gehören (Stand 2018) zwei UNESCO-Welterbestätten, darunter eine Stätte des Weltnaturerbes und eine gemischte Kultur- und Naturerbestätte. Der Tschad hat die Welterbekonvention 1999 ratifiziert, die erste Welterbestätte wurde 2012 in die Welterbeliste aufgenommen. Die bislang letzte Welterbestätte wurde 2016 eingetragen.

## Welterbestätten
Die folgende Tabelle listet die UNESCO-Welterbestätten im Tschad in chronologischer Reihenfolge nach dem Jahr ihrer Aufnahme in die Welterbeliste (K – Kulturerbe, N – Naturerbe, K/N – gemischt, (G) – auf der Liste des gefährdeten Welterbes).
| Bild             | Bezeichnung                                       | Jahr | Typ | Ref. | Beschreibung |
| ---------------- | ------------------------------------------------- | ---- | --- | ---- | --- |
| (weitere Bilder) | Seenlandschaft von Ounianga (Lage)                | 2012 | N   | 1400 | Die Seen von Ounianga sind eine Reihe von Seen im Nordosten des Tschad, in denen durch den Passatwind in Nord-Süd-Richtung verlaufenden Landzungen gebildet wurden. Sie stellen die größte Seenlandschaft der Sahara dar. |
| (weitere Bilder) | Ennedi-Massiv: Natur- und Kulturlandschaft (Lage) | 2016 | K/N | 1475 | Das Ennedi-Massiv ist ein Sandsteingebirge mit Petroglyphen (Felszeichnungen) |

## Tentativliste
In der Tentativliste sind die Stätten eingetragen, die für eine Nominierung zur Aufnahme in die Welterbeliste vorgesehen sind. Mit Stand 2018 sind acht Stätten in der Tentativliste des Tschad eingetragen, die letzte Eintragung erfolgte 2018. Die folgende Tabelle listet die Stätten in chronologischer Reihenfolge nach dem Jahr ihrer Aufnahme in die Tentativliste.
| Bild                                            | Bezeichnung                                        | Jahr | Typ | Ref. | Beschreibung |
| ----------------------------------------------- | -------------------------------------------------- | ---- | --- | ---- | --- |
|                                                 | Metallurgischer Standort Begon II                  | 2005 | K   | 2049 | Stätte der Eisengewinnung aus dem 9. bis 11. Jahrhundert in der Nähe des Dorfes Begon II                                                                                           |
| Fundstätte früher Hominiden in der Djurab-Wüste | Fundstätte früher Hominiden in der Djurab-Wüste    | 2005 | N   | 2050 | mit den Fundstellen Koro Toro, Kollé, Kossom Bougoudi und Toros-Menalla |
| Satellitenbild (weitere Bilder)                 | Tschadsee (Lage)                                   | 2005 | N   | 2051 | |
| Ruinen von Wara                                 | Ruinen von Wara (Lage)                             | 2005 | K   | 2052 | |
|                                                 | Die seltsamen Eisenminen von Télé-Nugar            | 2005 | K   | 2054 | |
|                                                 | Felsgravuren und -malereien von Ennedi und Tibesti | 2005 | K   | 2055 | Petroglyphen und Felsmalereien im Gebiet der Gebirgszüge Ennedi und Tibesti |
| BW                                              | Nationalpark Zakouma (Lage)                        | 2005 | N   | 2056 | |
| Die Kulturlandschaft rund um den Tschadsee.     | Die Kulturlandschaft rund um den Tschadsee.        | 2018 | K/N | 6360 | Es handelt sich um eine transnationale Bewerbung von Kamerun, Niger, Nigeria und Tschad. Der Tschadsee steht als Naturdenkmal bereits seit 2005 auf der Tentativliste des Tschads. |